# Laura Carmichael
Laura Elisabeth Carmichael (Southampton, 16 luglio 1986) è un'attrice britannica, principalmente nota per aver interpretato Lady Edith Crawley in Downton Abbey.

## Biografia

### Gli inizi
Laura Carmichael è la figlia di Sarah, una radiologa, e Andy Carmichael, un consulente di software. Ha due sorelle, Amy e Olivia: la prima lavora per una compagna start-up di software, la seconda lavora alla raccolta fondi per l'associazione di carità NHS.
Carmichael frequenta la Bristol Old Vic Theatre School a Bristol, dal 2007 passa due anni tra vari lavori (tra cui assistente insegnante e bambinaia) andando nel frattempo ad audizioni in piccoli teatri.

### La carriera
Nel 2009, Laura Carmichael ottiene il ruolo di Lady Edith Crawley nella serie televisiva Downton Abbey, un ruolo che le fa guadagnare riconoscimenti internazionali.
Nel 2011, appare nel film La talpa, mentre nel 2014 interpreta il ruolo di Henriette nel film Madame Bovary.
Nel 2016 appare nella serie televisiva Marcella, nel ruolo di Maddy Stevenson, e nello stesso anno appare nel film A United Kingdom - L'amore che ha cambiato la storia, in cui interpreta il personaggio di Muriel Williams, la sorella di Ruth Williams (interpretata da Rosamund Pike).

### Vita privata
È fidanzata con l’attore Michael C. Fox, conosciuto sul set di Downton Abbey.

## Filmografia

### Cinema
- House at the End of Oure Street (2009)
- The Heart of Thomas Hardy (2010)
- La talpa (Tinker Tailor Soldier Spy), regia di Tomas Alfredson (2011)
- Madame Bovary, regia di Sophie Barths (2014)
- Burn Burn Burn, regia di Chanya Button (2015)
- A United Kingdom - L'amore che ha cambiato la storia (A United Kingdom), regia di Amma Asante (2016)
- Downton Abbey, regia di Michael Engler (2019)
- Downton Abbey II - Una nuova era (Downton Abbey II: A New Era), regia di Simon Curtis (2022)

### Televisione
- Downton Abbey – serie TV, 52 episodi (2010-2015)
- Marcella – serie TV, 4 episodi (2016)
- Man in an Orange Shirt – miniserie TV, 2 puntate (2017)
- The Spanish Princess – miniserie TV, 16 puntate (2019-2020)
- The Secrets She Keeps – miniserie TV, 6 episodi (2020)

## Doppiatrici italiane
Nelle versioni in italiano delle opere in cui ha recitato, Laura Carmichael è stata doppiata da:
- Paola Majano in Downton Abbey (serie e film), Downton Abbey II - Una nuova era
- Isabella Guida in Madame Bovary
- Perla Liberatori in A United Kingdom - L'amore che ha cambiato la storia
- Benedetta Degli Innocenti in The Spanish Princess